# Cape Point
Cape Point (Pointe du Cap en français) est le promontoire oriental à la pointe sud de la péninsule du Cap en Afrique du Sud. Bordé d’une plage de sable blanc, il le se situe 2 km à l'est du cap de Bonne-Espérance.
La montagne de la Table et la ville du Cap constituent les extrémités nord de cette même péninsule.

## Le phare
On accède au nouveau phare de Cape point, situé à 87 mètres au-dessus du niveau de la mer, soit par un chemin bitumé, soit par un funiculaire nommé « Flying Dutchman Funiculaire » qui tire son nom de la légende locale du vaisseau fantôme « Le Hollandais volant ». La rampe, longue de 585 mètres, n’excède pas une inclinaison maximale de 16%. Une cabine transporte 40 passagers au sommet en 3 minutes.
Il remplace un ancien phare, placé beaucoup plus haut à 249 mètres d‘altitude, inefficace par temps de brouillard ou de nuages, qui fut remplacé en 1919. Cette décision fut prise après le naufrage le 18 avril 1911, du navire portugais SS Lusitania (ne pas confondre avec le RMS Lusitania, coulé au cours de la première guerre mondiale au large de l'Irlande).

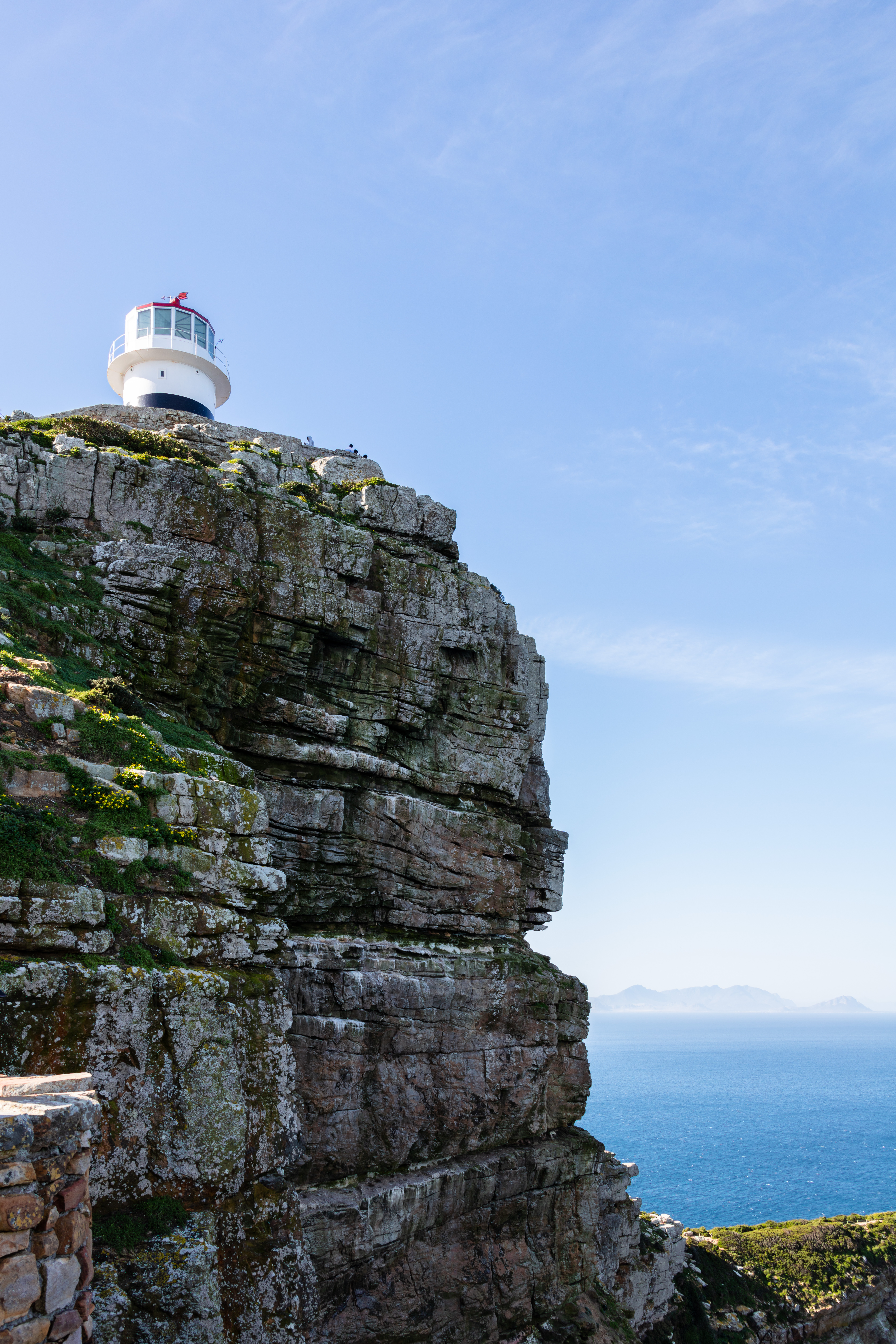
Le phare de Cape Point
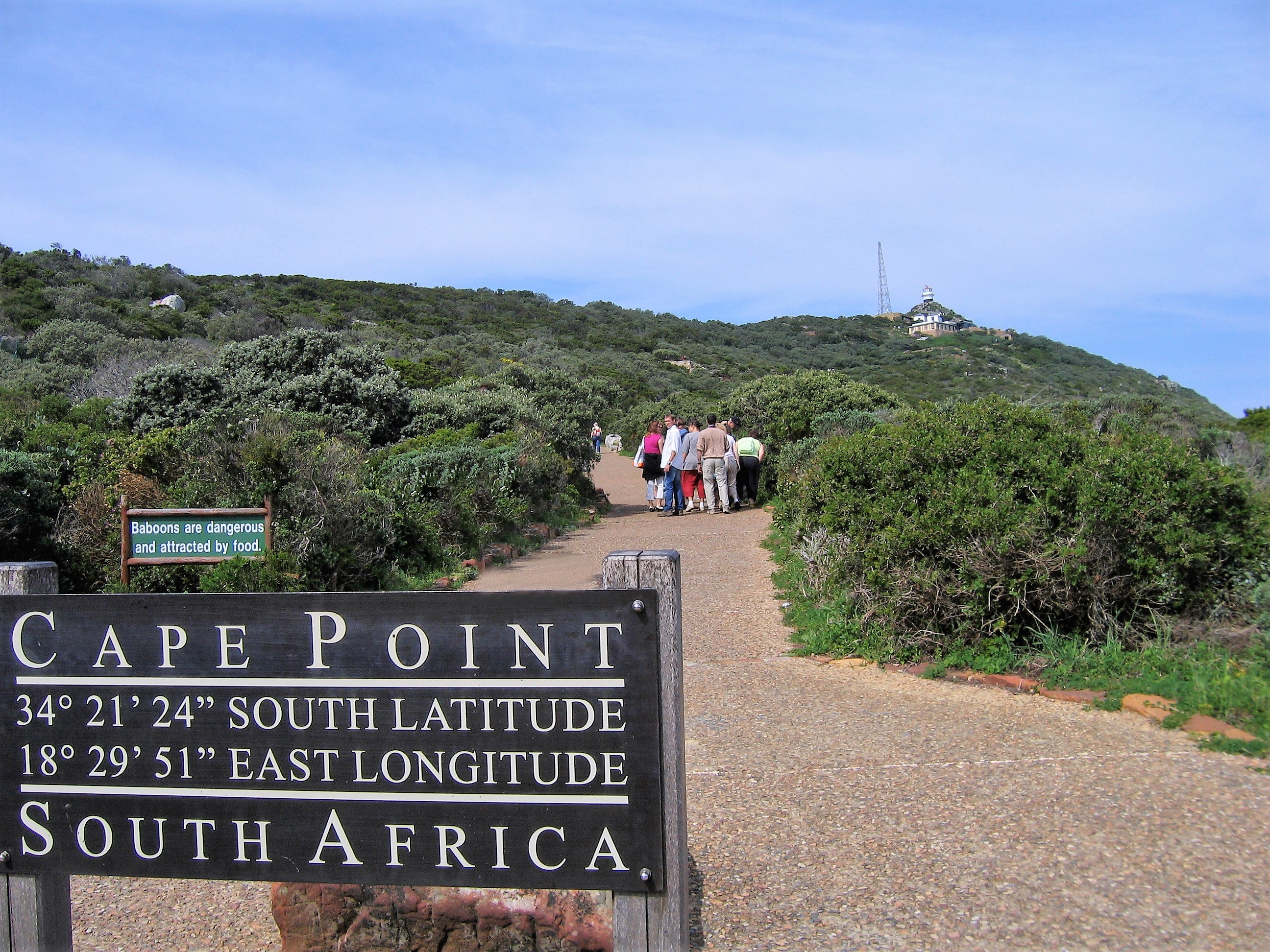
Chemin d'accès
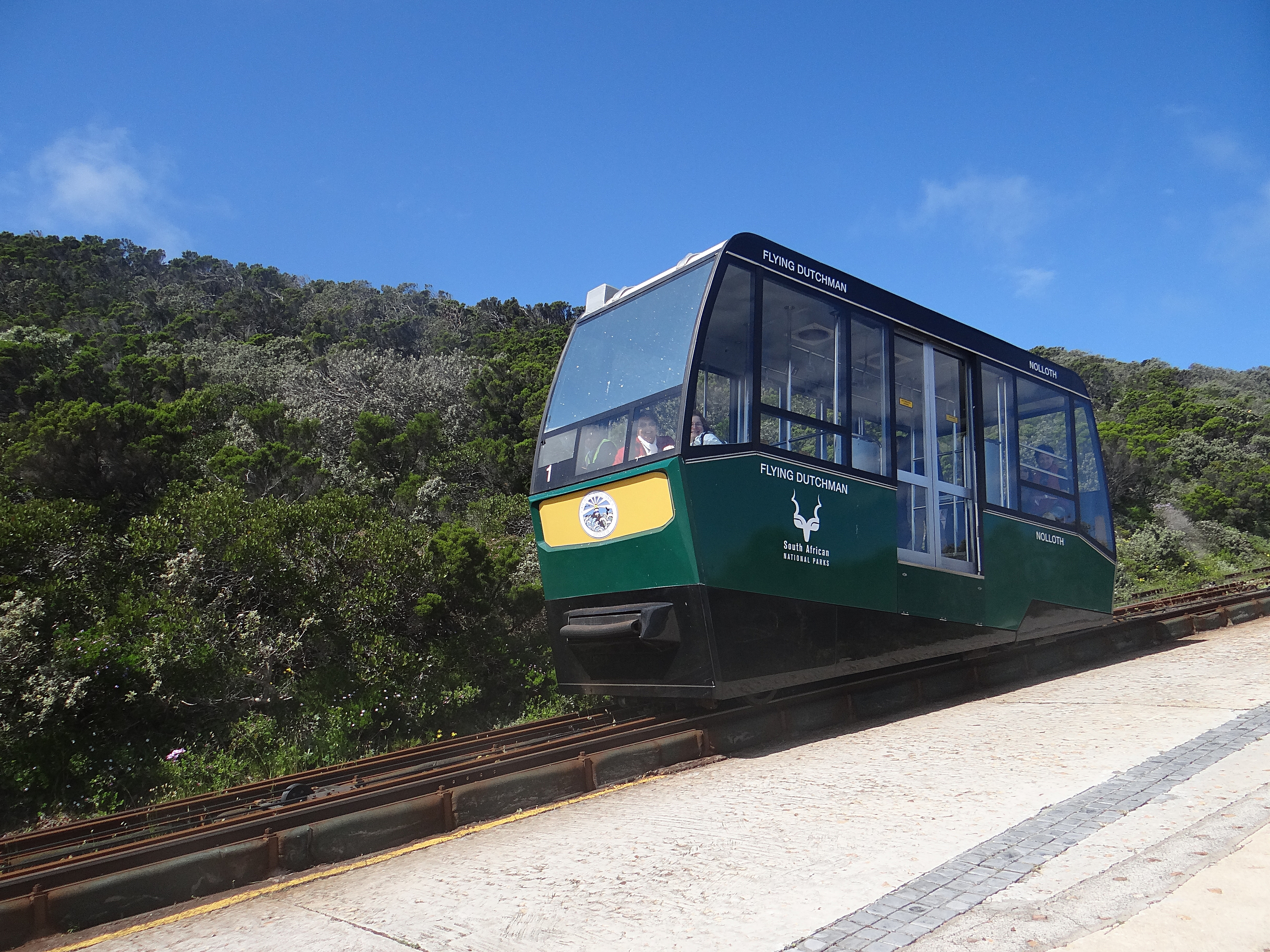
Flying Dutchman Funiculaire
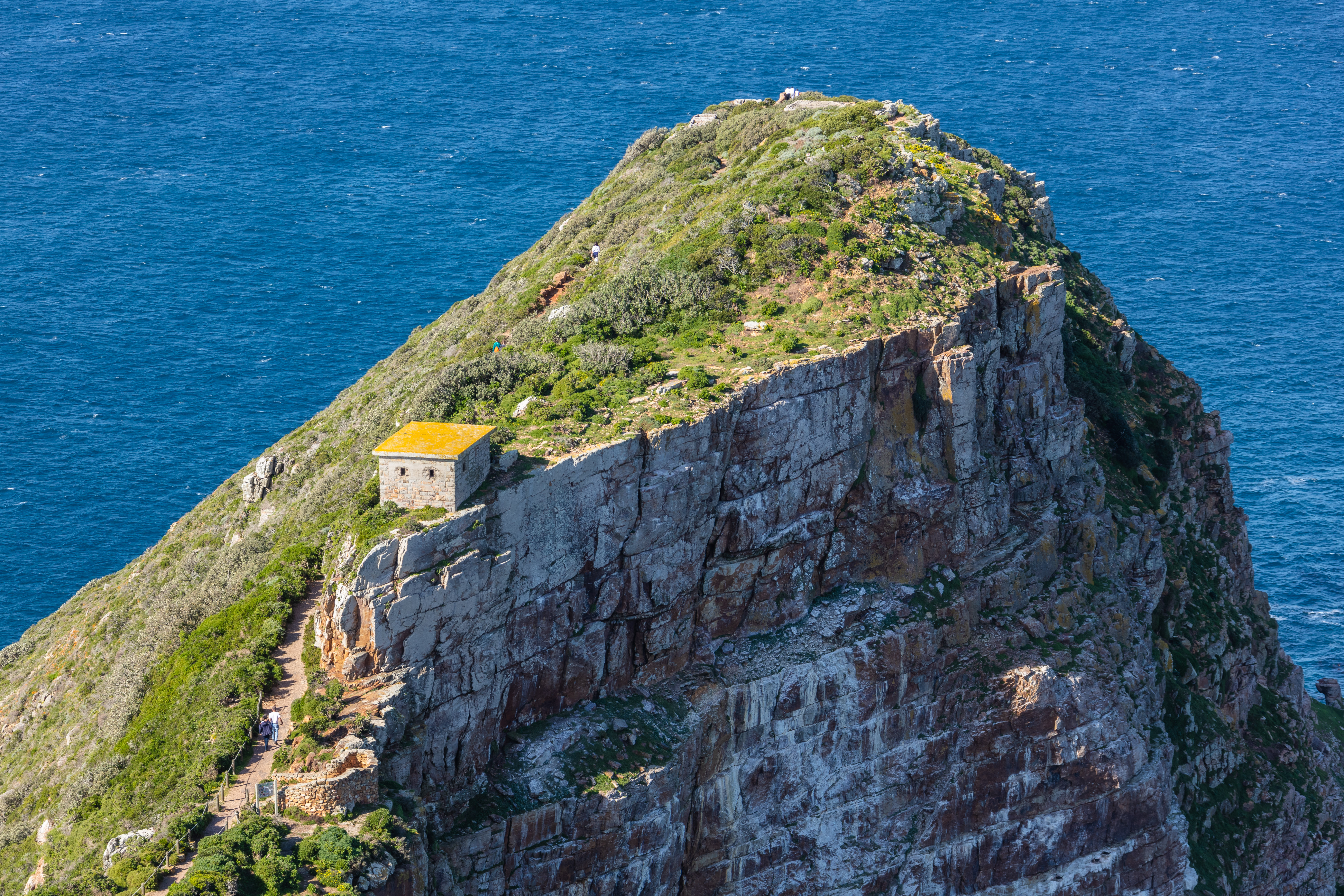
Cape Point
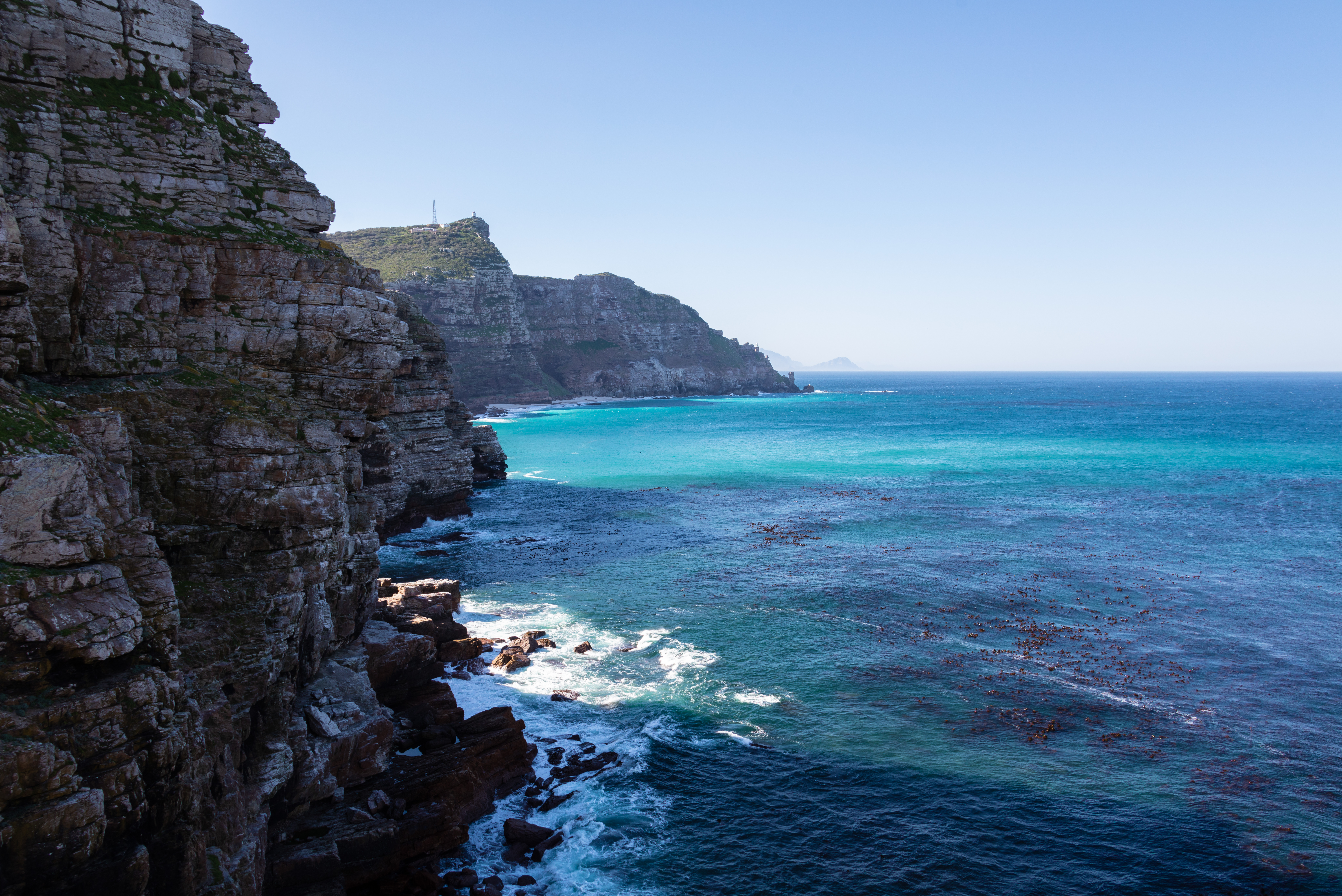
Vue de loin